# 6885 Нітарді
6885 Нітарді (6885 Nitardy) — астероїд головного поясу, відкритий 17 жовтня 1960 року.
Тіссеранів параметр щодо Юпітера — 3,387.